# Tau Ceti e
Tau Ceti e è un  esopianeta non confermato  orbitante attorno alla stella Tau Ceti. Si tratta di una super Terra avente una massa oltre quattro volte quella terrestre e che orbita attorno alla stella in 168 giorni, ad una distanza di 83 milioni di chilometri (0,52 UA). È situato all'interno della zona abitabile della stella e al momento della scoperta, avvenuta nel dicembre del 2012, era il pianeta extrasolare potenzialmente abitabile più vicino alla Terra, con una distanza di soli 12 anni luce. Nel 2016, questo primato gli fu sottratto da Proxima Centauri b, pianeta che orbita attorno alla stella più vicina al Sole in assoluto.A partire dal 2025 , l'esistenza di questo pianeta è dubbia poiché i tentativi di rilevarlo con lo spettrografo ESPRESSO sono falliti, nonostante la sua sensibilità.

## Scoperta
La scoperta sarebbe avvenuta il 19 dicembre 2012 da un gruppo guidato da Mikko Tuomi con il metodo della velocità radiale servendosi dei dati ad alta risoluzione forniti dallo spettrometro HARPS dell'ESO, dell'Anglo-Australian Planet Search e dello strumento HIRES dell'Osservatorio W. M. Keck.
Analizzando i dati di oltre 6000 osservazioni e usando nuove tecniche, Tuomi e colleghi sono riusciti a trovare un metodo capace di rilevare segnali molto più piccoli che in passato.

## Abitabilità
Il pianeta sarebbe situato nella parte più interna della zona abitabile; il Planetary Habitability Laboratory dell'Università di Porto Rico ad Arecibo, stima che Tau Ceti e riceva il 50% di luce in più rispetto a quanto la Terra ne riceve dal Sole, e che se il pianeta avesse la stessa atmosfera della Terra, la temperatura sulla superficie sarebbe attorno ai 70 °C, adatta solo per forme di vita estremofile di tipo termofilo. Essendo una super Terra, il pianeta potrebbe però avere un'atmosfera più densa, e di conseguenza questa potrebbe provocare un più intenso effetto serra, riscaldando ulteriormente la superficie, al punto che questa potrebbe essere troppo calda e risultare inabitabile, per qualsiasi forma di vita, come nel caso di Venere.
Un punto a sfavore sull'abitabilità di Tau Ceti e viene da uno studio del 2015 da parte di un gruppo di astronomi e geofisici dell'Università dell'Arizona guidati da Michele Pagano. Secondo lo studio, la composizione dei pianeti di Tau Ceti potrebbe essere molto differente da quella terrestre, con un rapporto magnesio/silicio nettamente superiore che porterebbe ad un'abbondanza, nel mantello del pianeta, di materiali meno viscosi con drastiche conseguenze sul vulcanismo e sull'attività tettonica, con effetti negativi sulla possibilità di vita sulla superficie del pianeta.